# Gare de Couilly - Saint-Germain - Quincy
Gare de Couilly - Saint-Germain - Quincy vasútállomás Franciaországban, Saint-Germain-sur-Morin településen.

## Vasútvonalak
Az állomást az alábbi vasútvonalak érintik:
- Esbly-Crécy-la-Chapelle-vasútvonal

## Kapcsolódó állomások
A vasútállomáshoz az alábbi állomások vannak a legközelebb:
- Gare de Montry - Condé (Gare d’Esbly, Île-de-France tramway Line 14)
- Gare de Villiers - Montbarbin (Gare de Crécy-la-Chapelle, Île-de-France tramway Line 14)